# Emeline Horton Cleveland
Emeline Horton Cleveland (22 de septiembre de 1829–8 de diciembre de 1878) fue una doctora estadounidense y decana del Woman's Medical College of Pennsylvania (en español: Facultad de Medicina Femenina de Pensilvania). Fue una de las primeras mujeres en realizar una cirugía mayor abdominal en los Estados Unidos y estableció uno de los primeros programas de entrenamiento para asistentes de enfermería en el país.

## Primeros años
Emeline Horton nació en Ashford, Connecticut, el 22 de septiembre de 1829; sus padres fueron Chauncey Horton y Amanda Chaffee Horton. Creció en una granja en el condado de Madison, Nueva York, donde fue educada por tutores. Como su padre murió cuando era muy joven, trabajó como maestra para ahorrar suficiente dinero para asistir a la universidad. Se inscribió en el Oberlin College en 1850 y se graduó tres años más tarde. Pasó dos años en el Female Medical College of Pennsylvania (conocido después como Women's Medical College of Pennsylvania), donde se tituló en Medicina.
Su amigo de mucho tiempo, Giles Butler Cleveland, asistió al Seminario Teológico de Oberlin al mismo tiempo que ella estaba en la universidad y mientras estaba en la Facultad de Medicina se casaron. Ambos tenían la aspiración de trabajar como misioneros, pero el marido enfermó, eliminando la posibilidad de realizar este objetivo. Para apoyar la economía familiar, Horton Cleveland abrió un consultorio médico en  Oneida Valley, Nueva York. A finales de 1856 fue invitada a impartir clases de anatomía en el Female Medical College of Philadelphia, por lo que se regresaron a Filadelfia.

## Carrera
Ya instalados en Filadelfia, Giles Cleveland consiguió trabajo como profesor. Poco más de un año después de su llegada, volvió a enfermar seriamente y quedó parcialmente paralizado y sin trabajo. Horton Cleveland estuvo en el Female Medical College hasta 1860, cuando su colega Ann Preston y varias mujeres cuáqueras locales le costearon un viaje a París y a Londres para continuar sus estudios en administración de hospitales, cirugía ginecológica y Obstetricia.
Volvió a Filadelfia en 1862 y fue nombrada jefa de residentes del recién creado Woman's Hospital of Philadelphia, que Ann Preston había fundado mientras Horton Cleveland estaba en Europa. El objetivo del hospital era proporcionar experiencia asistencial para las estudiantes de medicina del  Woman's Medical College of Philadelphia, que a menudo se enfrentaban a discriminación cuando trataban de ganar experiencia clínica en otros hospitales. Horton Cleveland se convirtió en decana de la escuela de medicina cuando Preston murió en 1872. Estableció programas de entrenamiento para enfermeras en la universidad y comenzó uno de los primeros programas de formación para auxiliares de enfermería. Su salud era frágil, por lo que se vio obligada a dimitir como decana en 1874.
Una revista médica regional publicó un artículo en 1875, acerca de una ooforectomía realizada por Horton Cleveland en una paciente que sufría de un tumor quístico del ovario que le había causado una gran acumulación de líquido dentro del abdomen.  Una de sus estudiantes escribió el artículo de la revista, llegando a la conclusión de que el trabajo de Horton Cleveland era evidencia de que las mujeres podían llegar a ser buenos cirujanos.
Mary Corinna Putnam Jacobi, una influyente doctora que asistió al Female Medical College en la década de 1860, dijo que Horton Cleveland era «una mujer de real capacidad[...] belleza personal y modales elegantes». Steven Jay Peitzman escribió que la gente a menudo la elogiaba por su femineidad y su falta de pretensión. Estos factores pueden haberla ayudado a tener éxito en un campo dominado por los hombres, porque no daba la apariencia de querer trastornar el orden social entre hombres y mujeres.
Horton Cleveland fue nombrada ginecóloga del Hospital de Pensilvania en 1878, una de las primeras veces en que una mujer trabajó como médico en un hospital público grande. Murió de tuberculosis el 8 de diciembre de ese año.